# Cintei
Cintei – wieś w Rumunii, w okręgu Arad, w gminie Zărand. W 2011 roku liczyła 1272 mieszkańców. 